# Petrikeresztúr
Petrikeresztúr is een plaats (község) en gemeente in het Hongaarse comitaat Zala. Petrikeresztúr telt 434 inwoners (2001).